# Hip hop new school
New school hip hop, ou simplesmente New school foi um movimento na música hip-hop que começou em 1983-1984 com os primeiros registros do Run-D.M.C. e LL Cool J. O hip-hop veio predominantemente da cidade de Nova York. A nova escola foi inicialmente caracterizada em forma por baterias eletrônicas lideradas pelo minimalismo, muitas vezes tingidas com elementos do rock.
Mais inclusivamente, o hip hop da idade de ouro é uma frase que geralmente enquadra o final dos anos 80 no hip hop convencional, caracterizado por sua diversidade, qualidade, inovação e influência e associado ao Public Enemy, KRS-One e sua Boogie Down Productions, Eric B. & Rakim, Ultramagnetic MCs, De La Soul, A Tribe Called Quest e Jungle Brothers devido a seus temas de afrocentricidade e militância política, sua música experimental, e sua amostragem eclética.
Esse mesmo período às vezes é chamado de "ensino médio" ou "ensino fundamental" no hip hop, a frase que abrange atos como Gang Starr, The UMC, Main Source, Lord Finesse, EPMD, Just Ice, Stetsasonic, True Mathematics e Mantronix.

## História
Elementos da nova escola existiram de alguma forma na cultura popular desde o nascimento do hip-hop. Os primeiros MCs tocaram em DJs trocando entre duas cópias do mesmo registro tocando a mesma pausa na bateria ou tocando partes instrumentais ou versões de uma ampla variedade de discos. Esta parte da cultura foi iniciada por Kool DJ Herc em 1972, com pausas de James Brown, The Incredible Bongo Band e grupo de rock inglês Babe Ruth em suas festas. A música de Brown - "vampiros extensos" em que sua voz era "um instrumento percussivo com grunhidos rítmicos frequentes" e "com padrões de seção rítmica ... [assemelhando-se] aos polirritmos da África Ocidental" - foi um ponto-chave dos primeiros dias do hip-hop.
Os primeiros discos de hip-hop substituíram o DJ por uma banda ao vivo tocando músicas influenciadas por funk e disco, ou "interpolando" as próprias músicas, como em "Rapper's Delight" (Sugar Hill, 1979) e "King Tim III (Personality Jock)" (Primavera, 1979). Foi o funk suave e futurista intimamente ligado à discoteca que governou os primeiros dias do hip hop, com exclusão das batidas duras de James Brown, tão amadas pelos primeiros b-boys.
Figuras como Flash e Bambaataa se envolveram em alguns casos iniciais de afastamento do som de uma banda ao vivo, como na faixa de DJ do Flash "As aventuras do grande mestre Flash nas rodas de aço" (Sugar Hill, 1981), e até inovar novos sons e subgêneros populares, como no electro carregado de sintetizadores do "Planet Rock" de Bambaataa (Tommy Boy, 1982). Muitas vezes, embora os elementos mais cruéis presentes nos shows ao vivo não passassem pelo estúdio de gravação.
Os primeiros registros de Afrika Bambaataa, por exemplo, duas versões de "Zulu Nation Throwdown" (Winley, 1980), foram gravados apenas com bateria e rima. Quando Bambaataa ouviu os discos lançados, uma banda ao vivo completa foi adicionada. Algo mais próximo de suas intenções pode ser ouvido em uma parte do Death Mix, um bootleg de baixa qualidade de uma noite do Zulu Nation na James Monroe High School, no Bronx, lançado sem sua permissão na Winley Records em 1983.
Da mesma forma no Live Convention '82 (Disco Wax, 1982), o Grand Wizard Theodore corta os seis primeiros compassos de "Do the Funky Penguin" de Rufus Thomas juntos por cinco minutos e meio, enquanto um MC bate por cima.